# Pauling-skála
A Pauling-skála az elektronegativitás ábrázolására szolgáló modell, amelyet 1932-ben Linus Pauling fejlesztett ki.
A modell lényege, hogy két atom (A és B) elektronegativitásának különbségével méri az A-B kötés ionrészét és ismertnek feltételezi az A-B molekula kísérleti úton meghatározott bomlási energiáját, A2 és B2 .
Így az A és B atom elektronegativitásának különbözete:
{\displaystyle D_{AB}-{\sqrt {D_{AA}D_{BB}}}=96{,}48~{\frac {\rm {kJ}}{\rm {mol}}}(\chi _{A}-\chi _{B})^{2}}
Az egyes kémiai elemek dimenzió nélküli elektronegativitásának kiszámításához a fluor elektronegativitását
{\displaystyle \chi _{F}=3{,}98}
definiálja kiindulópontként.
A szakirodalomban gyakran különböző értékeket adnak meg az elektronegativitás Pauling-skála szerinti értékének, ami a következő okokra vezethető vissza:
- A bomlási energia sok elem, illetve kötés esetében nehezen határozható meg kísérleti úton.
- A korábban használt referenciaérték {\displaystyle \chi _{F}=4{,}00} és {\displaystyle \chi _{H}=0{,}00} volt.
- A {\displaystyle {\sqrt {D_{AA}D_{BB}}}} mértani közép helyett korábban a {\displaystyle {\frac {D_{AA}+D_{BB}}{2}}} számtani közepet is használták.
- Végül a szakirodalomban a különböző értékek találhatók arányossági tényezőként.

## A Pauling-skála szerinti értéktáblázat
| → Atomsugár nő → Ionizációs energia nő → Elektronegativitás nő → | → Atomsugár nő → Ionizációs energia nő → Elektronegativitás nő → | → Atomsugár nő → Ionizációs energia nő → Elektronegativitás nő → | → Atomsugár nő → Ionizációs energia nő → Elektronegativitás nő → | → Atomsugár nő → Ionizációs energia nő → Elektronegativitás nő → | → Atomsugár nő → Ionizációs energia nő → Elektronegativitás nő → | → Atomsugár nő → Ionizációs energia nő → Elektronegativitás nő → | → Atomsugár nő → Ionizációs energia nő → Elektronegativitás nő → | → Atomsugár nő → Ionizációs energia nő → Elektronegativitás nő → | → Atomsugár nő → Ionizációs energia nő → Elektronegativitás nő → | → Atomsugár nő → Ionizációs energia nő → Elektronegativitás nő → | → Atomsugár nő → Ionizációs energia nő → Elektronegativitás nő → | → Atomsugár nő → Ionizációs energia nő → Elektronegativitás nő → | → Atomsugár nő → Ionizációs energia nő → Elektronegativitás nő → | → Atomsugár nő → Ionizációs energia nő → Elektronegativitás nő → | → Atomsugár nő → Ionizációs energia nő → Elektronegativitás nő → | → Atomsugár nő → Ionizációs energia nő → Elektronegativitás nő → | → Atomsugár nő → Ionizációs energia nő → Elektronegativitás nő → | → Atomsugár nő → Ionizációs energia nő → Elektronegativitás nő → | → Atomsugár nő → Ionizációs energia nő → Elektronegativitás nő → |
| ---------------------------------------------------------------- | ---------------------------------------------------------------- | ---------------------------------------------------------------- | ---------------------------------------------------------------- | ---------------------------------------------------------------- | ---------------------------------------------------------------- | ---------------------------------------------------------------- | ---------------------------------------------------------------- | ---------------------------------------------------------------- | ---------------------------------------------------------------- | ---------------------------------------------------------------- | ---------------------------------------------------------------- | ---------------------------------------------------------------- | ---------------------------------------------------------------- | ---------------------------------------------------------------- | ---------------------------------------------------------------- | ---------------------------------------------------------------- | ---------------------------------------------------------------- | ---------------------------------------------------------------- | ---------------------------------------------------------------- |
| Csoport → (oszlopok)                                             | 1                                                                | 2                                                                | 3                                                                | 4                                                                | 5                                                                | 6                                                                | 7                                                                | 8                                                                | 9                                                                | 10                                                               | 11                                                               | 12                                                               | 13                                                               | 14                                                               | 15                                                               | 16                                                               | 17                                                               | 18                                                               |                                                                  |
| Periódus (sorok) ↓                                               |                                                                  |                                                                  |                                                                  |                                                                  |                                                                  |                                                                  |                                                                  |                                                                  |                                                                  |                                                                  |                                                                  |                                                                  |                                                                  |                                                                  |                                                                  |                                                                  |                                                                  |                                                                  |                                                                  |
| 1                                                                | H 2,20                                                           |                                                                  |                                                                  |                                                                  |                                                                  |                                                                  |                                                                  |                                                                  |                                                                  |                                                                  |                                                                  |                                                                  |                                                                  |                                                                  |                                                                  |                                                                  |                                                                  | He                                                               |                                                                  |
| 2                                                                | Li 0,98                                                          | Be 1,57                                                          |                                                                  |                                                                  |                                                                  |                                                                  |                                                                  |                                                                  |                                                                  |                                                                  |                                                                  |                                                                  | B 2,04                                                           | C 2,55                                                           | N 3,04                                                           | O 3,44                                                           | F 3,98                                                           | Ne                                                               |                                                                  |
| 3                                                                | Na 0,93                                                          | Mg 1,31                                                          |                                                                  |                                                                  |                                                                  |                                                                  |                                                                  |                                                                  |                                                                  |                                                                  |                                                                  |                                                                  | Al 1,61                                                          | Si 1,90                                                          | P 2,19                                                           | S 2,58                                                           | Cl 3,16                                                          | Ar                                                               |                                                                  |
| 4                                                                | K 0,82                                                           | Ca 1,00                                                          | Sc 1,36                                                          | Ti 1,54                                                          | V 1,63                                                           | Cr 1,66                                                          | Mn 1,55                                                          | Fe 1,83                                                          | Co 1,88                                                          | Ni 1,91                                                          | Cu 1,90                                                          | Zn 1,65                                                          | Ga 1,81                                                          | Ge 2,01                                                          | As 2,18                                                          | Se 2,55                                                          | Br 2,96                                                          | Kr 3,00                                                          |                                                                  |
| 5                                                                | Rb 0,82                                                          | Sr 0,95                                                          | Y 1,22                                                           | Zr 1,33                                                          | Nb 1,6                                                           | Mo 2,16                                                          | Tc 1,9                                                           | Ru 2,2                                                           | Rh 2,28                                                          | Pd 2,20                                                          | Ag 1,93                                                          | Cd 1,69                                                          | In 1,78                                                          | Sn 1,96                                                          | Sb 2,05                                                          | Te 2,1                                                           | I 2,66                                                           | Xe 2,67                                                          |                                                                  |
| 6                                                                | Cs 0,79                                                          | Ba 0,89                                                          | *                                                                | Hf 1,3                                                           | Ta 1,5                                                           | W 2,36                                                           | Re 1,9                                                           | Os 2,2                                                           | Ir 2,20                                                          | Pt 2,28                                                          | Au 2,54                                                          | Hg 2,00                                                          | Tl 1,62                                                          | Pb 2,33                                                          | Bi 2,02                                                          | Po 2,0                                                           | At 2,2                                                           | Rn 2,2                                                           |                                                                  |
| 7                                                                | Fr >0,79                                                         | Ra 0,9                                                           | **                                                               | Rf                                                               | Db                                                               | Sg                                                               | Bh                                                               | Hs                                                               | Mt                                                               | Ds                                                               | Rg                                                               | Cn                                                               | Nh                                                               | Fl                                                               | Mc                                                               | Lv                                                               | Ts                                                               | Og                                                               |                                                                  |
|                                                                  |                                                                  |                                                                  |                                                                  |                                                                  |                                                                  |                                                                  |                                                                  |                                                                  |                                                                  |                                                                  |                                                                  |                                                                  |                                                                  |                                                                  |                                                                  |                                                                  |                                                                  |                                                                  |                                                                  |
| Lantanoidák                                                      | *                                                                | La 1,1                                                           | Ce 1,12                                                          | Pr 1,13                                                          | Nd 1,14                                                          | Pm 1,13                                                          | Sm 1,17                                                          | Eu 1,2                                                           | Gd 1,2                                                           | Tb 1,1                                                           | Dy 1,22                                                          | Ho 1,23                                                          | Er 1,24                                                          | Tm 1,25                                                          | Yb 1,1                                                           | Lu 1,27                                                          |                                                                  |                                                                  |                                                                  |
| Aktinoidák                                                       | **                                                               | Ac 1,1                                                           | Th 1,3                                                           | Pa 1,5                                                           | U 1,38                                                           | Np 1,36                                                          | Pu 1,28                                                          | Am 1,13                                                          | Cm 1,28                                                          | Bk 1,3                                                           | Cf 1,3                                                           | Es 1,3                                                           | Fm 1,3                                                           | Md 1,3                                                           | No 1,3                                                           | Lr 1,291                                                         |                                                                  |                                                                  |                                                                  |